# Am Spittelteich 10 (Gernrode)

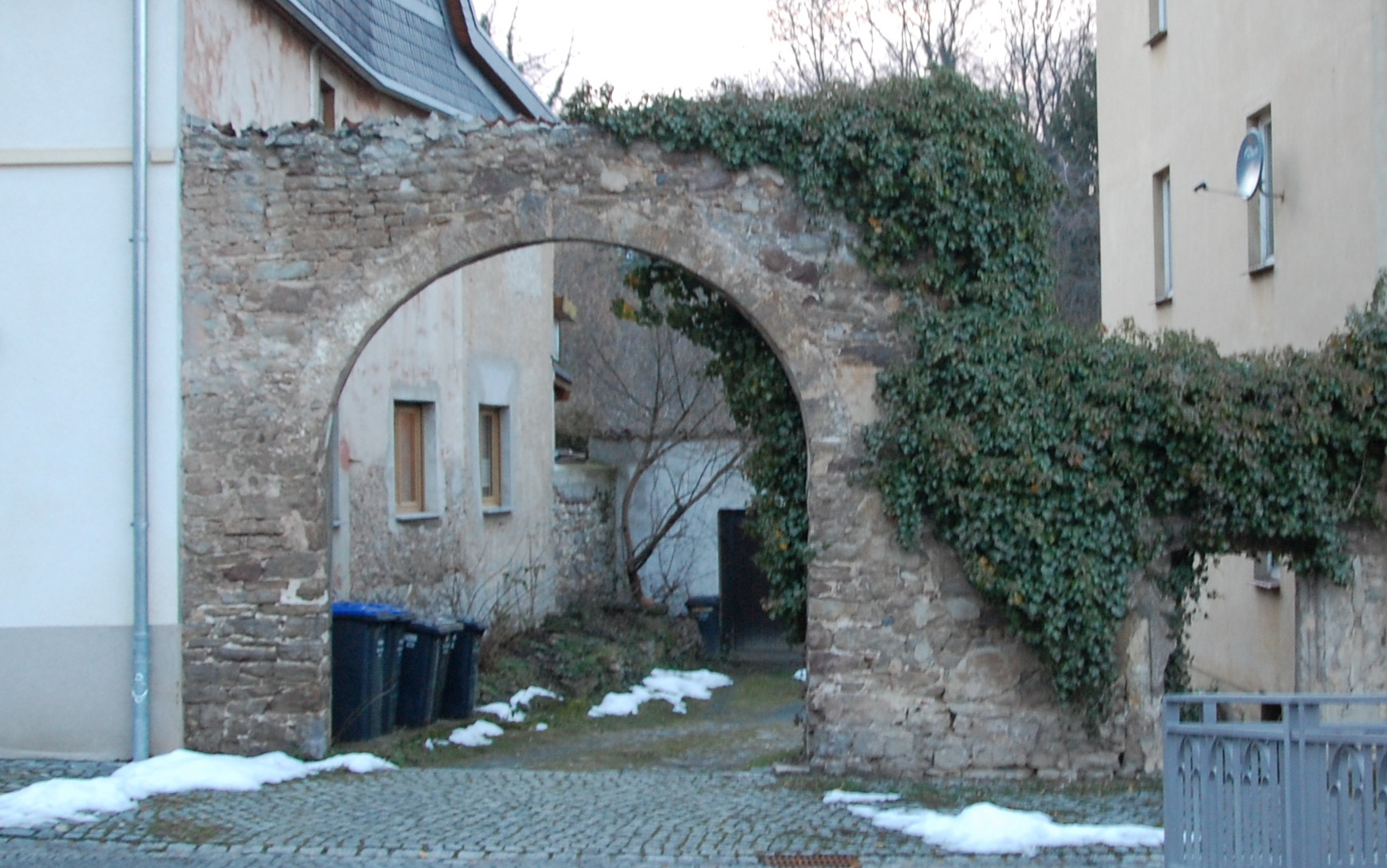
Toranlage Am Spittelteich 10

Die Toranlage am Haus Am Spittelteich 10 ist ein denkmalgeschütztes Bauwerk im zur Stadt Quedlinburg in Sachsen-Anhalt gehörenden Ortsteil Stadt Gernrode.

## Lage
Die Toranlage befindet sich im Gernröder Ortskerns am Spittelteich und ist im örtlichen Denkmalverzeichnis eingetragen.

## Architektur und Geschichte
Die barocke Toranlage entstand nach einer an ihr befindlichen Datierung im Jahr 1714 und gehörte zu Kestners Freihof. Sie ist aus Bruchsteinen errichtet, zum Teil finden sich Reste einer Verputzung. Die Tordurchfahrt ist als Rundbogen ausgeführt, an der kleinen Pforte besteht ein Gewände mit Ohrfaschen. Im Sturz ist eine Kartusche angeordnet, an der Reste einer Inschrift zu erkennen sind.
1975 wurde Kestners Freihof in Teilen abgerissen und dreigeschossig wieder aufgebaut. Die Toranlage blieb jedoch erhalten.